# Qualificazioni all'AFC Futsal Championship 2012
Le qualificazioni al dodicesimo Asian Futsal Championship, che sarà disputato nel 2012 negli Emirati Arabi Uniti,vedranno impegnate 27 formazioni per dodici posti disponibili.
La manifestazione ha visto già qualificate alla fase finale quattro formazioni: l'Emirati Arabi Uniti paese organizzatore l'Iran campione uscente, l'Uzbekistan finalista ed il Giappone arrivato terzo nell'ultima edizione.

## Zona Est
I due gironi di prequalificazione si sono svolte al Cheras Indoor Stadium  di Cheras, Malaysia dal 13 al 18 novembre 2011. Le sette squadre sono state divise in due gironi:
Tutti gli orari sono riferiti all'ora locale della Malesia UTC+8.

### Fase a gironi

#### Gruppo A
| Squadra       | Pld | V | N | P | GF | GA | DR  | Pt |
| ------------- | --- | - | - | - | -- | -- | --- | -- |
| Corea del Sud | 2   | 2 | 0 | 0 | 12 | 1  | +11 | 6  |
| Hong Kong     | 2   | 1 | 0 | 1 | 3  | 7  | −4  | 3  |
| Mongolia      | 2   | 0 | 0 | 2 | 1  | 8  | −7  | 0  |

| Arbitro: | Truong Quoc Dung |

|                                                          |           |              |
| Shin Jong-Hoon 3’ 25’ 38’ Seok Dae-Sung 14’ Hwang Un 39’ | Marcatori | 28’ Tsatsral |

| Arbitro: | Zulkifli Ahmad |

|                                                      |           |  |
| Yip Tsz Chun 4’ Wong Chun Lam 24’ Chu Kwok Leung 38’ | Marcatori |  |

| Arbitro: | Yasukazu Nobumoto |

|                                                                                   |           |  |
| Shin Jong-Hoon 2’ 6’ 39’ Oh Hyun-Jong 6’ 31’ Seok Dae-Sung 10’ Jeong Eui-Hyun 14’ | Marcatori |  |

#### Gruppo B
| Squadra       | Pld | V | N | P | GF | GA | DR  | Pt |
| ------------- | --- | - | - | - | -- | -- | --- | -- |
| Cina          | 2   | 2 | 0 | 0 | 15 | 1  | +14 | 6  |
| Taipei cinese | 2   | 1 | 0 | 1 | 12 | 7  | +5  | 3  |
| Macao         | 2   | 0 | 0 | 2 | 2  | 21 | −19 | 0  |

| Arbitro: | Christopher Colley |

|                                                                                        |           |              |
| Zhang Xi 3’ Feng Wei 5’ 14’ 40’ Cong Lin 9’ 19’ Zhao Liang 26’ Deng Tao 27’ Hu Jie 35’ | Marcatori | 38’ Geofredo |

| Arbitro: | Abdulrahman Abdulqader |

| |           |                    |
| Lo Chih-en 5’ 14’ 17’ 28’ Lo Chih-an 15’ Hsieh Meng-husan 15’ Weng Wei-pin 23’ Chen Po-hao 24’ 27’ 39’ Shih Shin-an 37’ | Marcatori | 40’ Leong Chong In |

| Arbitro: | Abdulrahman Abdulqader |

|                                                           |           |  |
| Feng Wei 3’ Zhao Liang 8’ Deng Tao 12’ 26’ Hu Jie 16’ 28’ | Marcatori |  |

### Fase a eliminazione diretta

#### Semifinali
| Arbitro: | Rey Ritaga |

|                                                                                              |           |                                                       |
| Jeong Eui-Hyun 16’ Shin Jong-Hoon 17’ 19’ 29’ Kim Sun-Ho 24’ Jang Ming-Yu 33’ Ha Jin-Won 35’ | Marcatori | 16’ Lo Chih-en 38’ Weng Wei-pin 40’ Huang Cheng-tsung |

| Arbitro: | Christopher Colley |

|                                                                                          |           |                  |
| Wang Wei 8’ Huang He 13’ Cong Lin 14’ 25’ Liang Shuang 19’ 28’ Deng Tao 23’ Zhang Xi 30’ | Marcatori | 39’ Yip Tsz Chun |

#### Finale 3º-4º posto
| Arbitro: | Yasukazu Nobumoto |

|                                                         |           |                                                                    |
| Lo Chih-an 6’ 43’ Liu Chi-chao 22’ 38’ Weng Wei-pin 49’ | Marcatori | 8’ Chow Ka Wa 26’ Yip Tsz Chun 27’ Lau Ka Shing 47’ Chu Kwok Leung |

#### Finale
| Arbitro: | Truong Quoc Dung |

|                                                  |           |                                                      |
| Shin Jong-Hoon 3’ Kim Sun-Ho 4’ Oh Hyun-Jong 32’ | Marcatori | 24’ Liang Shuang 35’ 36’ 49’ Zhang Xi 41’ Zhao Liang |

## Zona Ovest
I due gironi di prequalificazione si svolgeranno all'Al-Qadsia SC Futsal Stadium di Madinat al-Kuwait in Kuwait. Le sette squadre sono state divise in due gironi.

### Fase a gironi

#### Gruppo A
| Squadra        | Pld | V | N | P | GF | GA | DR  | Pt |
| -------------- | --- | - | - | - | -- | -- | --- | -- |
| Qatar          | 4   | 4 | 0 | 0 | 32 | 9  | +23 | 12 |
| Kuwait         | 4   | 2 | 1 | 1 | 14 | 8  | +6  | 7  |
| Arabia Saudita | 4   | 2 | 0 | 2 | 27 | 14 | +13 | 6  |
| Siria          | 4   | 1 | 1 | 2 | 25 | 19 | +6  | 4  |
| Palestina      | 4   | 0 | 0 | 4 | 7  | 55 | −48 | 0  |

| Arbitro: | Rey Ritaga |

|                                                      |           |                              |
| Bilal 2’ Rodriguinho 16’ 32’ 39’ Yousuf 29’ Raja 34’ | Marcatori | 29’ Al-Najjar 33’ Estanbolli |

| Arbitro: | Scott Kidson |

|                                       |           |                  |
| Al-Taweel 27’ Al-Mesned 28’ Hayat 31’ | Marcatori | 39’ A. Al-Dosari |

| Arbitro: | Mohammed Al-Shidi |

| |           |              |
| Al-Owaifi 3’ Al-Alouni 5’ 27’ 38’ Al-Shehri 13’ Al-Malki 19’ 20’ A. Al-Dosari 23’ 25’ 38’ Krinshi 29’ 32’ Al-Ghanmi 31’ Al-Mujari 38’ 39’ | Marcatori | 10’ Al-Osman |

| Arbitro: | Mahmoud Nassirloo |

|                                         |           |                                          |
| Dali 22’ 40’ Estanbolli 35’ Faowall 39’ | Marcatori | 7’ Aman 10’ Al-Taweel 19’ 36’ Al-Mekaimi |

| Arbitro: | Samsudin Bin Ibrahim |

|               |           | |
| Al-Dakkak 16’ | Marcatori | 1’ 2’ 6’ 11’ 32’ Rodriguinho 2’ 4’ 31’ Yousuf 4’ 5’ Mohssein 7’ Obaid 14’ (aut.) Diab 16’ 33’ 34’ 39’ Raja 21’ Bilal |

| Arbitro: | Christopher Colley |

|                                                                 |           |                                           |
| Al-Khaibari 12’ A. Al-Dosari 14’ Al-Malki 19’ 23’ Al-Alouni 39’ | Marcatori | 2’ Al-Masalmeh 6’ 8’ Estanbolli 30’ Alwan |

| Arbitro: | Nurdin Bukuev |

|                                                           |           |                                                                        |
| Bilal 13’ Rodriguinho 23’ 35’ Mohssein 26’ Yousuf 32’ 38’ | Marcatori | 12’ 28’ (rig.) Al-Alouni 17’ A. Al-Dosari 30’ Bin Ghadir 36’ Al-Owaifi |

| Arbitro: | Vahid Arzpeima |

|                 |           |                                                                                  |
| Abu-Sahioun 27’ | Marcatori | 8’ Al-Mesned 22’ Al-Taweel 23’ Al-Mekaimi 32’ Al-Mosabehi 34’ Aman 38’ Al-Awadhi |

| Arbitro: | Yasukazu Nobumoto |

|                                                                                                |           |                                             |
| Faowall 12’ 24’ 34’ 37’ Dali 17’ 26’ 29’ 32’ 38’ Al-Najjar 26’ 28’ Al-Hantoush 28’ 33’ 35’ 39’ | Marcatori | 5’ Al-Osman 31’ 38’ Yassine 31’ Abu-Sahioun |

| Arbitro: | Scott Kidson |

|              |           |                         |
| Al-Taweel 8’ | Marcatori | 24’ Raja 30’ Al-Eissaei |

#### Gruppo B
| Squadra             | Pld | V | N | P | GF | GA | DR | Pt |
| ------------------- | --- | - | - | - | -- | -- | -- | -- |
| Iraq                | 3   | 2 | 1 | 0 | 10 | 4  | +6 | 7  |
| Libano              | 3   | 2 | 0 | 1 | 9  | 6  | +3 | 6  |
| Emirati Arabi Uniti | 3   | 1 | 0 | 2 | 6  | 9  | −3 | 3  |
| Bahrein             | 3   | 0 | 1 | 2 | 5  | 11 | −6 | 1  |

| Arbitro: | Christopher Colley |

|                                 |           |          |
| Takaji 6’ Zeitoun 8’ Serhan 23’ | Marcatori | 38’ Omar |

| Arbitro: | Yasukazu Nobumoto |

|                       |           |                          |
| Bachay 37’ Mohsin 37’ | Marcatori | 25’ Abdulrazaq 33’ Radhi |

| Arbitro: | Nurdin Bukuev |

|             |           |                                              |
| Ibrahim 10’ | Marcatori | 12’ Bachay 16’ Khalid 34’ Abd Ali 40’ Duraid |

| Arbitro: | Vahid Arzpeima |

|          |           |                                                |
| Radhi 2’ | Marcatori | 6’ 34’ Tneich 17’ Kawsan 23’Zeitoun 33’ Serhan |

| Arbitro: | Mahmoud Nassirloo |

|           |           |                                      |
| Itani 19’ | Marcatori | 5’ 11’ Khalid 24’ Mohsin 40’ Abd Ali |

| Arbitro: | Yasukazu Nobumoto |

|                        |           |                                      |
| J. Saleh 10’ Yaber 21’ | Marcatori | 4’ Mahmood 24’ 37’ Salmeen 36’ Jamil |

### Fase a eliminazione diretta

#### Semifinali
| Arbitro: | Nurdin Bukuev |

|                                      |           |                |
| Raja 16’ Rodriguinho 36’ 45’ 46’ 47’ | Marcatori | 25’ 34’ Tneich |

| Arbitro: | Mahmoud Nassirloo |

|                                    |                      |                                                  |
| Khalid 39’                         | Marcatori            | 25’ Al-Mekaimi                                   |
| Abd Ali Mohsin Jalal Bachay Khalid | Tiri di rigore 3 – 4 | Al-Taweel Al-Mosabehi Al-Mekaimi Al-Mesned Hayat |

#### Finale 3º-4º posto
| Arbitro: | Scott Kidson |

|            |           |  |
| Takaji 24’ | Marcatori |  |

#### Finale
| Arbitro: | Nurdin Bukuev |

|                                      |           |                               |
| Mohssein 3’ Raja 32’ Rodriguinho 46’ | Marcatori | 9’ Al-Taweel 35’ (aut.) Bilal |

## Zona ASEAN
I due gironi di prequalificazione si svolgeranno al Kiraves Indoor Stadium a Bangkok tra il 21 e il 26 febbraio 2012.
Questa zona era originariamente prevista dal 26 novembre al 1º dicembre 2011. Tuttavia, l'AFC il 9 novembre ha annunciato che il torneo sarebbe stato rinviato a causa della situazione delle inondazioni a Bangkok.
Tutti gli orari sono riferiti all'ora locale della Thailandia UTC+7

### Fase a gironi

#### Gruppo A
| Squadra    | Pld | V | N | P | GF | GA | DR  | Pt |
| ---------- | --- | - | - | - | -- | -- | --- | -- |
| Thailandia | 3   | 3 | 0 | 0 | 35 | 4  | +31 | 9  |
| Indonesia  | 3   | 2 | 0 | 1 | 20 | 7  | +13 | 6  |
| Filippine  | 3   | 1 | 0 | 2 | 4  | 30 | −26 | 3  |
| Birmania   | 3   | 0 | 0 | 3 | 3  | 21 | −18 | 0  |

| Arbitro: | Vadim Baratov |

| |           |  |
| Silitonga 6’, 34’ Bachri 10’ Hafid 12’, 24’ Wardhana 17’ Handoyo 26’ Saptaji 28’, 37’, 39’, 40’ Tamimy 31’ | Marcatori |  |

| Arbitro: | Abdulrahman Abdulqader |

| |           |  |
| Chalaemkhet 3’, 29’ Madyalan 8’, 33’ Thueanklang 9’, 25’, 30’, 36’ Wongkaeo 9’, 17’, 26’ Sornwichian 17’, 37’ | Marcatori |  |

| Arbitro: | Tomohiro Kozaki |

|                                 |           |                                                       |
| Aung Aung 3’ Than Wunna Aung 5’ | Marcatori | 7’ 33’ Gempur 8’ Wardhana 23’ 40’ Arochman 37’ Tamimy |

| Arbitro: | Husein Khalaileh |

|                        |           | |
| Mallari 5’ Zerrudo 27’ | Marcatori | 7’ 16’ Madyalan 9’ 16’ 36’ Chudech 11’ 19’ 28’ 29’ Wongkaeo 13’ 14’ 26’ Thueanklang 15’ 31’ Chaemcharoen 33’ Ratana |

| Arbitro: | Abdulrahman Abdulqader |

|                        |           |                  |
| Mallari 21’ Ravelo 31’ | Marcatori | 6’ Tin Win Ko Ko |

| Arbitro: | Vadim Baratov |

|                                                             |           |                         |
| Penpakul 4’ Thueanklang 11’ Chudech 19’ 31’ Sornwichian 36’ | Marcatori | 2’ Tamimy 33’ Silitonga |

#### Gruppo B
| Squadra   | Pld | V | N | P | GF | GA | DR  | Pt |
| --------- | --- | - | - | - | -- | -- | --- | -- |
| Vietnam   | 3   | 2 | 1 | 0 | 13 | 3  | +10 | 7  |
| Australia | 3   | 1 | 2 | 0 | 21 | 6  | +15 | 5  |
| Malaysia  | 3   | 1 | 1 | 1 | 18 | 11 | +7  | 4  |
| Cambogia  | 3   | 0 | 0 | 3 | 4  | 36 | −32 | '0 |

| Arbitro: | Zhang Youze |

| |           |  |
| Adeli 3’ 28’ 36’ 39’ 40’ Basger 6’ 23’ Giovenali 17’ 23’ Zeballos 19’ Gómez 24’ Ngaluafe 27’ 30’ 38’ G. Cattanach 39’ | Marcatori |  |

| Arbitro: | Kim Jang-Kwan |

|                                                                  |           |  |
| Luu Quynh Toan 32’ Nguyen Trong Thien 35’ 38’ Dang Phuoc Anh 39’ | Marcatori |  |

| Arbitro: | Jasim Eidi |

|                 |           |                                                                                             |
| Phang Sunly 28’ | Marcatori | 10’ 18’ Huynh Ba Tuan 12’ Nguyen Trong Thien 20’ 35’ Nguyen Bao Quan 33’ 40’ Luu Quynh Toan |

| Arbitro: | Naoki Miyatani |

|                                           |           |                                               |
| Kadir 11’ Alwee 21’ Zahari 38’ Hadzir 40’ | Marcatori | 1’ Adeli 1’ Wright 20’ Ngaluafe 35’ Giovenali |

| Arbitro: | Kim Jang-Kwan |

|                                          |           |                                           |
| Phung Trong Luan 13’ (o.g.) Zeballos 32’ | Marcatori | 24’ Luu Quynh Toan 36’ Nguyen Trong Thien |

| Arbitro: | Nurdin Bukuev |

| |           |                                |
| Fariq 8’ 31’ Harif 13’ 26’ Bonyamin 16’ 20’ Haris 22’ 30’ 38’ 39’ Kadir 25’ 40’ Mohamad 28’ Mohamad 39’ | Marcatori | 21’ (aut.) Haris 36’ Ouk Rasin |

### Fase a eliminazione diretta
|  | Semifinali | Semifinali | Semifinali |           |            | Finale          | Finale          | Finale          |  |
|  |            |            |            |           |            |                 |                 |                 |  |
|  | Thailandia | Thailandia | 7          |           |            |                 |                 |                 |  |
|  | Thailandia | Thailandia | 7          |           |            |                 |                 |                 |  |
|  | Australia  | Australia  | 0          |           |            |                 |                 |                 |  |
|  | Australia  | Australia  | 0          |           | Thailandia | Thailandia      | 3               |                 |  |
|  |            |            |            |           | Thailandia | Thailandia      | 3               |                 |  |
|  |            |            | Indonesia  | Indonesia | 1          |                 |                 |                 |  |
|  | Vietnam    | Vietnam    | Indonesia  | Indonesia | 1          | 1               |                 |                 |  |
|  | Vietnam    | Vietnam    |            |           |            | 1               |                 |                 |  |
|  | Indonesia  | Indonesia  | 2          |           |            | Finale 3º posto | Finale 3º posto | Finale 3º posto |  |
|  | Indonesia  | Indonesia  | 2          |           |            |                 |                 |                 |  |
|  |            |            |            |           |            |                 |                 |                 |  |
|  |            |            |            |           |            | Australia       | Australia       | 4               |  |
|  |            |            |            |           |            | Australia       | Australia       | 4               |  |
|  |            |            |            |           |            | Vietnam         | Vietnam         | 3               |  |

#### Semifinali
| Arbitro: | Nurdin Bukuev |

|                                                                                    |           |  |
| Thueanklang 4’, 37’, 40’ Chalaemkhet 9’ Madyalan 20’ Chaemcharoen 27’ Wongkaeo 40’ | Marcatori |  |

| Arbitro: | Vadim Baratov |

|                    |           |                          |
| Luu Quynh Toan 47’ | Marcatori | 44’ Tamimy 47’ Silitonga |

#### Finale 3º-4º posto
| Arbitro: | Kim Jang-Kwan |

|                                           |           |                                               |
| Ngaluafe 21’, 23’ Seeto 30’ Giovenali 35’ | Marcatori | 36’ Nguyen Trong Thien 37’ 38’ Luu Quynh Toan |

#### Finale
| Arbitro: | Vadim Baratov |

|                                          |           |              |
| Thueanklang 6’ Chomboon 32’ Wongkaeo 39’ | Marcatori | 22’ Wardhana |

## Zona Centro e Sud
Questa zona era originariamente prevista per svolgersi dal 25 al 27 novembre 2011 a Ashgabat, in Turkmenistan. Tuttavia, le Maldive si ritirarono nei primi mesi di novembre e il comitato dell'AFC Futsal ha deciso di assegnare la qualificazione automatica per le squadre rimanenti, Kirghizistan Tagikistan e Turkmenistan.

## Squadre qualificate
Paese ospitante
- Emirati Arabi Uniti

Torneo del 2010
- Iran (1°)
- Uzbekistan (2°)
- Giappone (3°)

Centro e Sud
- Kirghizistan
- Tagikistan
- Turkmenistan

ASEAN
- Thailandia (1°)
- Indonesia (2°)
- Australia (3°)

Ovest
- Qatar (1°)
- Kuwait (2°)
- Libano (3°)

Est
- Cina (1°)
- Corea del Sud (2°)
- Taipei cinese (3°)